# Korea Aerospace Industries KFX
KFX se imenuje projekt Južne Koreje za izdelavo naprednega lovskega letala. Projekt je naznanil Kim Dae-jung marca leta 2001.
Letalo bo zamenjalo letala F-4 Phantom II. Trenutno se v okviru projekta razvijata dva koncepta lovskega letala. Prvi koncept se imenuje KFX-101 in bo po zgledu podoben letalu F-22. Drugi koncept se imenuje KFX-201. Južna Koreja napoveduje, da bo letalo prišlo v uporabo do leta 2020 in bo v uporabi ostalo do leta 2050.